# Liste der Kulturdenkmale in Stößen
In der Liste der Kulturdenkmale in Stößen sind alle Kulturdenkmale der Gemeinde Stößen und ihrer Ortsteile aufgelistet. Grundlage ist das Denkmalverzeichnis des Landes Sachsen-Anhalt, das auf Basis des Denkmalschutzgesetzes des Landes Sachsen-Anhalt vom 21. Oktober 1991 durch das Landesamt für Denkmalpflege und Archäologie Sachsen-Anhalt erstellt und seither laufend ergänzt wurde (Stand: 5. März 2015).

## Kulturdenkmale nach Ortsteilen

### Nöbeditz
| Lage               | Bezeichnung | Beschreibung | Erfassungs- nummer | Ausweisungsart | Bild    |
| ------------------ | ----------- | ------------ | ------------------ | -------------- | ------- |
| Nöbeditz 5 (Karte) | Gutshof     |              | 094 83811          | Baudenkmal     | Gutshof |

### Priestädt
| Lage                | Bezeichnung | Beschreibung | Erfassungs- nummer | Ausweisungsart | Bild |
| ------------------- | ----------- | ------------ | ------------------ | -------------- | ---- |
| Priestädt 1 (Karte) | Bauernhof   |              | 094 83810          | Baudenkmal     | BW   |

### Stößen
| Lage                                                           | Bezeichnung        | Beschreibung | Erfassungs- nummer | Ausweisungsart | Bild           |
| -------------------------------------------------------------- | ------------------ | ------------ | ------------------ | -------------- | -------------- |
| Kirchplatz (Karte)                                             | Sankt-Petri-Kirche | Kirche       | 094 83792          | Baudenkmal     | Weitere Bilder |
| Kirchplatz 3 (Karte)                                           | Pfarrhaus          |              | 094 83793          | Baudenkmal     | BW             |
| Markt (Karte)                                                  | Kriegerdenkmal     |              | 094 30009          | Baudenkmal     | Kriegerdenkmal |
| Markt (Karte)                                                  | Kriegerdenkmal     |              | 094 83794          | Baudenkmal     | BW             |
| Markt 2 (Karte)                                                | Wohnhaus           |              | 094 83795          | Baudenkmal     | Wohnhaus       |
| Naumburger Straße vor Nr. 23a / alte Führung der B 180 (Karte) | Distanzstein       |              | 094 83796          | Baudenkmal     | BW             |
| Naumburger Straße                                              | Wegweiser          |              | 094 83797          | Baudenkmal     |                |
| Naumburger Straße 6 (Karte)                                    | Wohnhaus           |              | 094 83799          | Baudenkmal     | BW             |
| Naumburger Straße 14 (Karte)                                   | Bauernhof          |              | 094 83800          | Baudenkmal     | BW             |
| Naumburger Straße 2, 3 (Karte)                                 | Straßenzeile       |              | 094 83798          | Denkmalbereich | BW             |
| Naumburger Straße 28 (Karte)                                   | Tür                |              | 094 83801          | Baudenkmal     | BW             |
| Naumburger Straße 29 (Karte)                                   | Wohnhaus           |              | 094 83802          | Baudenkmal     | BW             |
| Naumburger Straße 33 (Karte)                                   | Inschriftstein     |              | 094 83803          | Baudenkmal     | BW             |
| Schulstraße (Karte)                                            | Denkmal            |              | 094 83804          | Kleindenkmal   | BW             |
| Schulstraße 13 (Karte)                                         | Schule             |              | 094 83805          | Baudenkmal     | BW             |
| Seilerstraße 1 (Karte)                                         | Toranlage          |              | 094 83806          | Baudenkmal     | Toranlage      |
| Seilerstraße 9 (Karte)                                         | Tür                |              | 094 83808          | Baudenkmal     | BW             |
| Seilerstraße 3, 4, 5 (Karte)                                   | Straßenzeile       |              | 094 83807          | Denkmalbereich | BW             |
| Zeitzer Straße (Karte)                                         | Wassertum          |              | 094 83809          | Baudenkmal     | Wassertum      |
| (Karte)                                                        | Meilenstein        |              |                    | Kleindenkmal   | BW             |
| (Karte)                                                        | Wegestein          |              |                    | Kleindenkmal   | BW             |

## Legende
In den Spalten befinden sich folgende Informationen:
- Lage: Nennt den Straßennamen und wenn vorhanden die Hausnummer des Kulturdenkmals. Die Grundsortierung der Liste erfolgt nach dieser Adresse. Der Link „Karte“ führt zu verschiedenen Kartendarstellungen und nennt die geographischen Koordinaten.
Link zu einem Kartenansichtstool, um Koordinaten zu setzen. In der Kartenansicht sind Baudenkmale ohne Koordinaten mit einem roten bzw. orangen Marker dargestellt und können in der Karte gesetzt werden. Baudenkmale ohne Bild sind mit einem blauen bzw. roten Marker gekennzeichnet, Baudenkmale mit Bild mit einem grünen bzw. orangen Marker.
- Offizielle Bezeichnung: Nennt den Namen, die Bezeichnung oder zumindest die Art des Kulturdenkmals und verlinkt, soweit vorhanden, auf den Artikel zum Objekt.
- Beschreibung: Nennt bauliche und geschichtliche Einzelheiten des Kulturdenkmals, vorzugsweise die Denkmaleigenschaften.
- Erfassungsnummer: Für jedes Kulturdenkmal wird in Sachsen-Anhalt eine 20stellige Erfassungsnummer vergeben. Die letzten zwölf Ziffern werden für die Untergliederung nach Teilobjekten genutzt und werden nur angegeben, soweit vergeben. In dieser Spalte kann sich folgendes Icon  befinden, dies führt zu Angaben zu diesem Baudenkmal bei Wikidata.
- Ausweisungsart: Die Einordnung des Denkmales nach § 2 Abs. 2 DenkmSchG LSA
- Bild: Ein Bild des Denkmales, und gegebenenfalls einen Link zu weiteren Fotos des Kulturdenkmals im Medienarchiv Wikimedia Commons. Wenn man auf das Kamerasymbol klickt, können Fotos zu Kulturdenkmalen aus dieser Liste hochgeladen werden: